# Texas Is the Reason
Texas Is the Reason var ett emo-/emocoreband från New York. Bandet bildades av Norm Arenas (född Norman Christopher Brannon), tidigare i Shelter, och av Chris Daly från bandet 108. Dessa båda tillhörde då Hare Krishna men önskade att lämna den kristna världen och machoattityden. De rekryterade då före detta Fountainhead-basisten Scott Winegard och Garrett Khlan från emobandet Copper.

## Historia
Texas Is the Reason tog sitt namn från en Misfits-sång. Namnet syftar också på en konspirationsteori om mordet på 
John F. Kennedy. När Texas Is the Reason släppte sitt album Do You Know Who You Are? började bandet bli känt och deras låtar spelades på MTV. Allra mest spelades låtarna "The Magic Bullet Theory" och "Back and to the Left". 
Men inre bråk splittrade bandet och medlemmarna började i andra band. Winegard och Arenas startade bandet New End Original och Khlan började i bandet Solea. 
År 2006 gjorde Texas Is the Reason en återförening och gav en konsert den 25 november 2006. Det blev så uppskattat att de gjorde en spelning även den 26 november. 2012 återbildades bandet igen, för ett mindre antal spelningar i USA och Europa däribland ett framträdande på Groezrockfestivalen 2013.

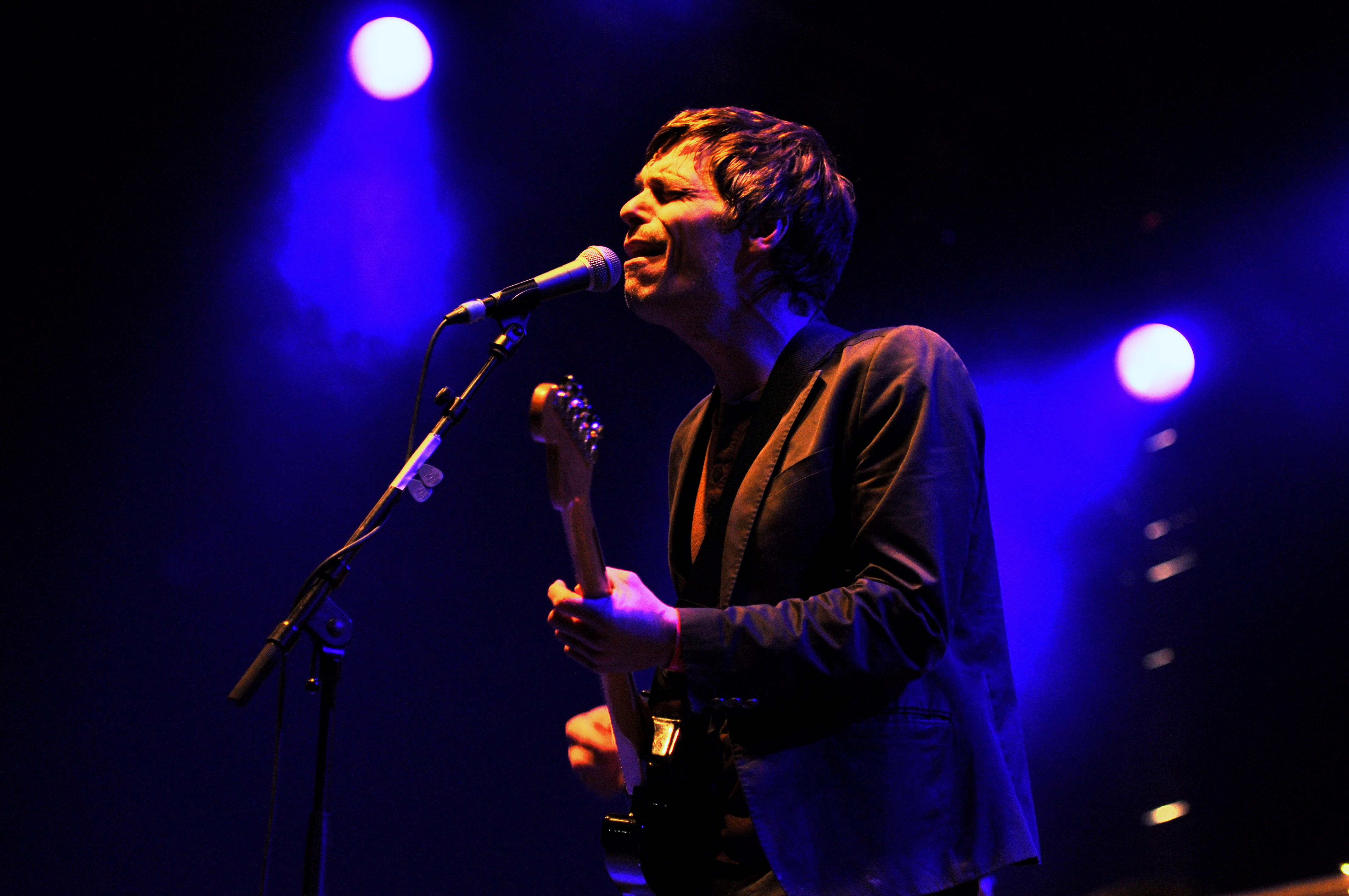
Garrett Klahn, 2013
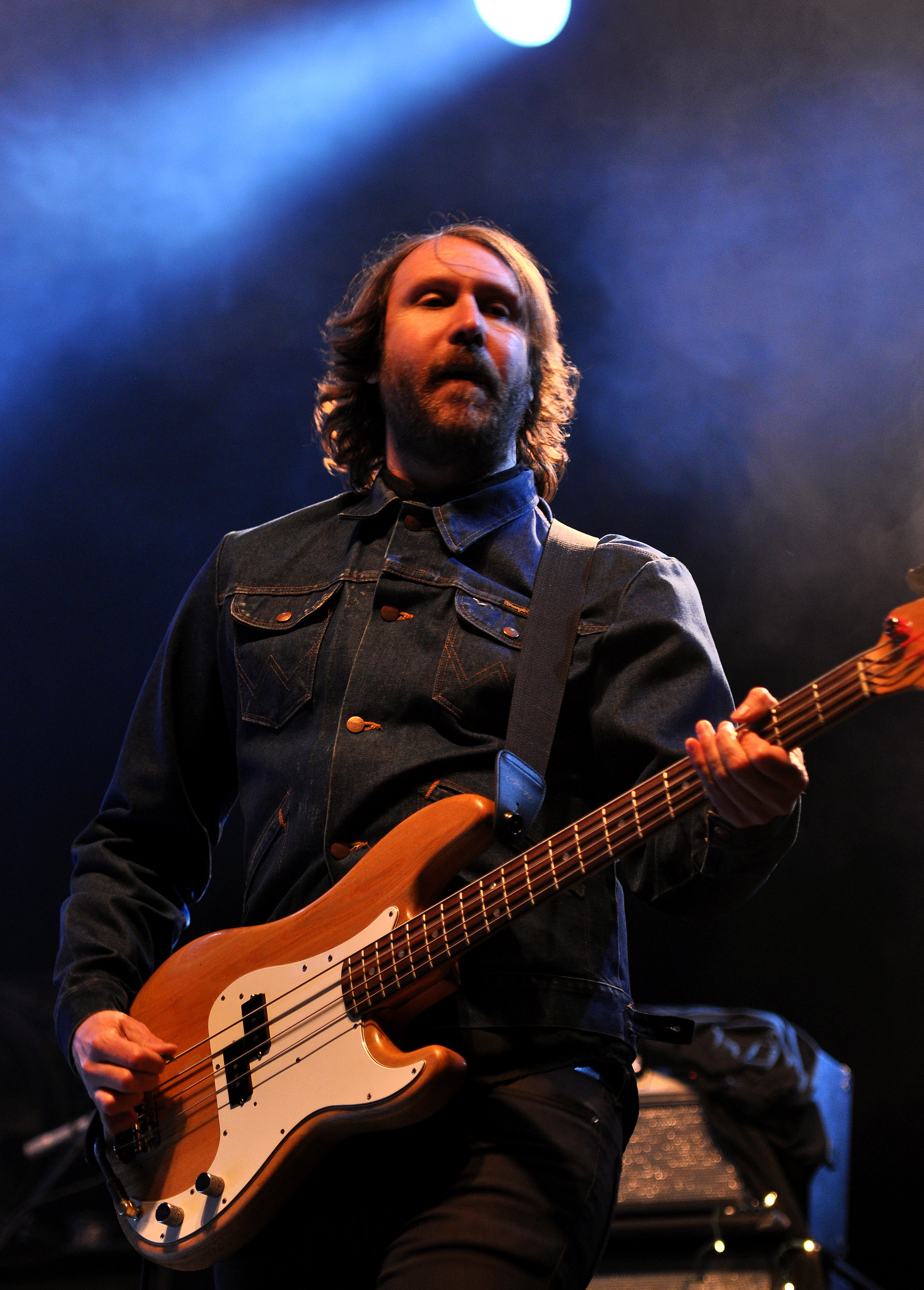
Scott Winegard, 2013
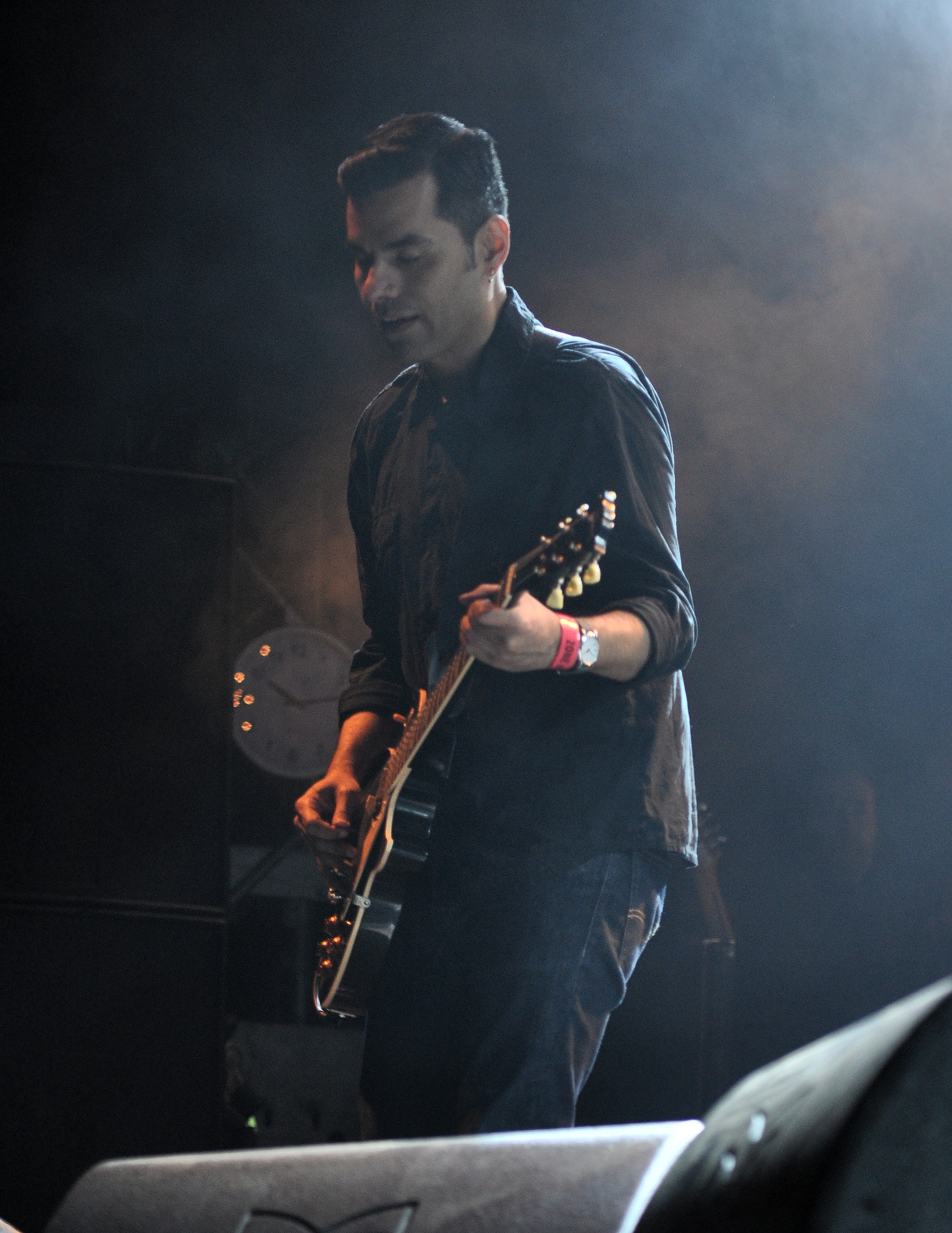
Norm Arenas, 2013

## Diskografi

### Album
- 1996 – Do You Know Who You Are?
- 1999 – Your Choice Live Series 037 (delad livealbum med Samiam. Släppt på Your Choice Records)

### EP
- 1995 – Texas Is the Reason (släppt 21 november 1995 på Revelation Records)
- 1995 – Texas Is the Reason/Samuel (delad 7" EP med Samuel släppt 1995 på Simba Recordings och Art Monk Construction)
- 1996 – Texas Is the Reason/The Promise Ring (delad 7" EP med The Promise Ring släppt i maj 1996 på Jade Tree Records som JT1024)